# Jan Voráček
Jan Voráček (* 1. září 1949) je český politik, bývalý senátor za obvod č. 68 – Opava, bývalý starosta Hlučína a člen ODS.

## Politická kariéra
Do roku 1998 zasedal v zastupitelstvu města Hlučín, kde do roku 1998 působil jako starosta. Ve volbách 1998 jej nezvolili z prvního místa kandidátky.
Ve volbách 1996 se stal členem horní komory českého parlamentu, když v obou kolech porazil křesťanského demokrata Antonína Šroma. V senátu se věnoval činnosti v Mandátovém a imunitním výboru, vykonával funkci místopředsedy Ústavně-právního výboru a v letech 1998–2000 patřil do vedení senátorského klubu ODS.
Ve volbách 2000 svůj mandát neobhajoval, neboť jej strana nenominovala.
Když v roce 1997 vypukla v ODS aféra s jejím financováním, zastával Voráček post předsedy Kontrolní a revizní komise strany.
V roce 2000 jej senát nominoval na zástupce veřejného ochránce práv. Ve volbách v poslanecké sněmovně získal 51 hlasů oproti 78 hlasům pro Annu Šabatovou. Ve druhém kole se proti němu postavil již zvolený ombudsman Otakar Motejl s tím, že jen těžko může Voráček působit jako jeho zástupce, když jako senátor hlasoval proti zřízení úřadu veřejného ochránce práv.